# Ripple樂團
Ripple樂團是一个台灣搖滾樂團，成立於2015年，目前成員由主唱鄧光顯、吉他手莊建龍、吉他手王家緯、貝斯手陳以昕、鼓手康偉理組成。2015年3月，曾參與台灣文化部天團接力計畫(指導老師樂團-董事長樂團)。當年六月亦曾在新北市立圖書館分區資源中心啟用儀式上做開場表演。2017年6月，發行專輯《袂開的花》 。2017年7月，入圍第十七屆貢寮國際海洋音樂祭海洋獨立音樂大賞 十強。

## 外部連結
- Ripple的Facebook（页面存档备份，存于）